# 上锡尼亚奇哈
上锡尼亚奇哈（羅馬化：Verkhnyaya Sinyachikha）是俄罗斯斯维尔德洛夫斯克州的市级镇，为该州阿拉帕耶夫斯克区最大聚居地。地处斯维尔德洛夫斯克州中南部，位于鄂毕河流域涅伊瓦河一支流锡尼亚奇哈河（Синячиха）畔，在区行政中心阿拉帕耶夫斯克北、州府叶卡捷琳堡东北方。镇内设有铁路车站。
该地2022年人口有9,611人；2010年人口9,999；2002年人口11,147；1989年人口11,957。